# Quinton (Warwickshire)
Quinton – wieś w Anglii, w hrabstwie Warwickshire, w dystrykcie Stratford-on-Avon. Leży 21 km na południowy zachód od miasta Warwick i 130 km na północny zachód od Londynu.